# Pseudochantransia
Pseudochantransia, rod crvenih algi nesigurnog taksonomskog statusa unutar razreda Florideophyceae. 
Unutar roda nije određen nijedan tip, i slatkovodne vrste iz ovog roda nesigurnih su taksonomskih afiniteta. Postoji sedam priznatih vrsta.

## Vrste
1. Pseudochantransia glomerata (C.-C.Jao) F.D.Ott
2. Pseudochantransia heterospora (S.L.Xie & Y.J.Ling) F.D.Ott
3. Pseudochantransia sinensis (C.-C.Jao) F.D.Ott
4. Pseudochantransia sucrensis (L.G.D'Lacoste V & E.K.Ganesan) F.D.Ott
5. Pseudochantransia thoreae Brand
6. Pseudochantransia tuomeyae Brand
7. Pseudochantransia venezuelensis (L.G.D'Lacoste V & E.K.Ganesan) F.D.Ott